# Han Masson
Pour les articles homonymes, voir Masson.
Han Masson, actrice québécoise.

## Biographie
Han Masson est diplômée de l'École nationale de théâtre[Laquelle ?] en 1971.

## Filmographie
- 1974 : La pomme, la queue et les pépins : Louise
- 1976 : Jos Carbone : Germanine
- 1976 : La Piastre : Denise Tremblay, femme de Philippe
- 1980 : La Cuisine rouge : Daybe
- 1987 : Le Sourd dans la ville
- 1990 : Ding et Dong, le film : Yolande
- 1991 : Des fleurs sur la neige (série TV)
- 1997 : La Bombe au chocolat : Narrator

## Théâtre
- 1976 : Quatre à quatre de Michel Garneau, mise en scène Gabriel Garran, Théâtre de la Commune